# Zebras
Die Zebras (Hippotigris) sind eine Untergattung aus der Gattung der Pferde (Equus), die aus drei Arten besteht: Grevyzebra (Equus grevyi), Bergzebra (Equus zebra) und Steppenzebra (Equus quagga). Die Tiere sind besonders durch ihr schwarz-weißes Streifenmuster gekennzeichnet. Alle Vertreter der Zebras kommen ausschließlich in Afrika vor, wo sie zumeist offene Landschaften bewohnen. Die Bestände der einzelnen Arten sind in unterschiedlichem Maße bedroht.

## Name
Als portugiesische Seefahrer Ende des 15. Jahrhunderts erstmals Zebras bei ihren Entdeckungsfahrten in Afrika sahen, fühlten sie sich an die iberischen Wildpferde erinnert, die sie in Portugal Zebros nannten und die ebenfalls schwarze Streifen zeigten. Fortan nannten sie diese Pferde Zebras.

## Merkmale

### Habitus

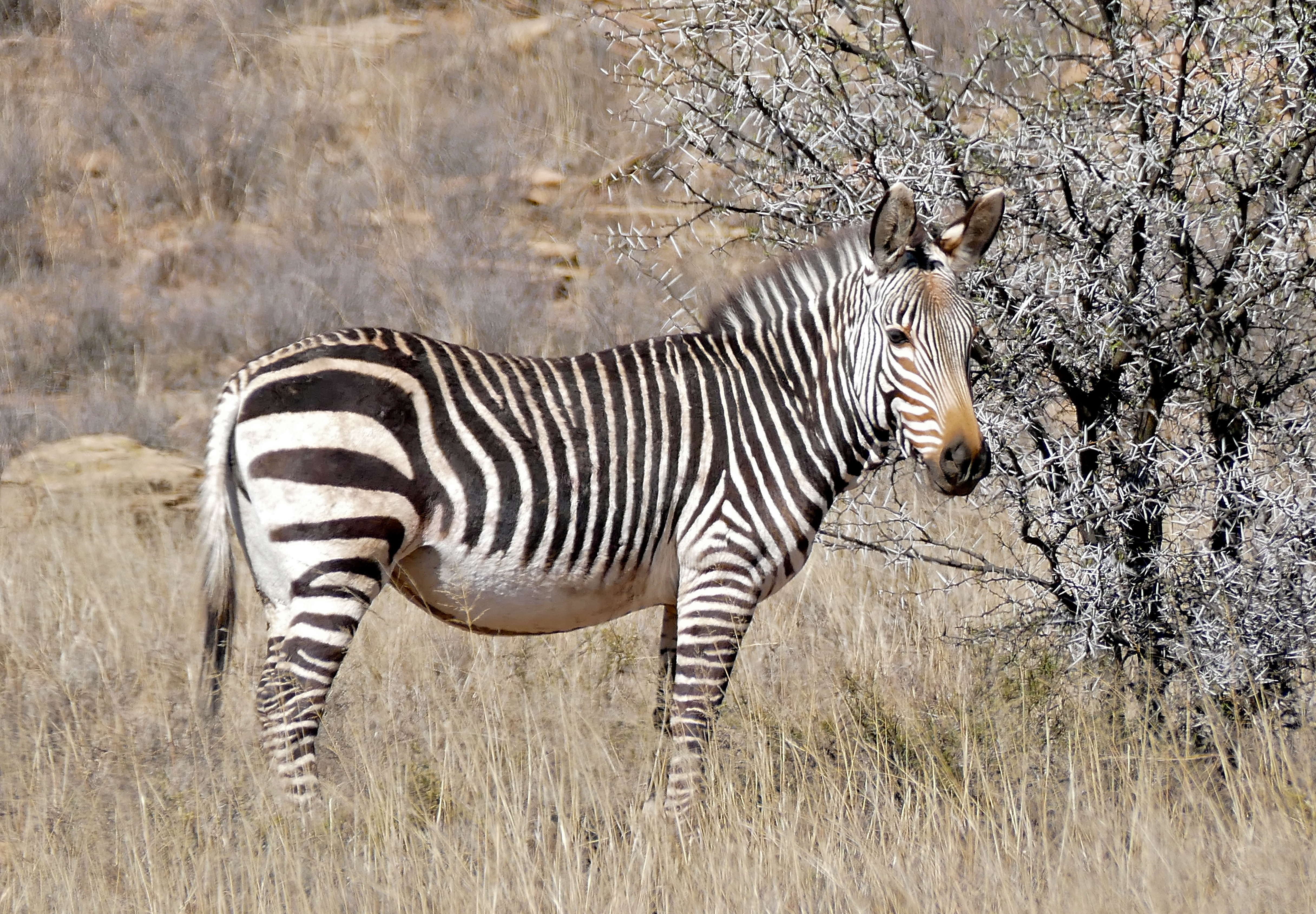
Bergzebra (Equus zebra)

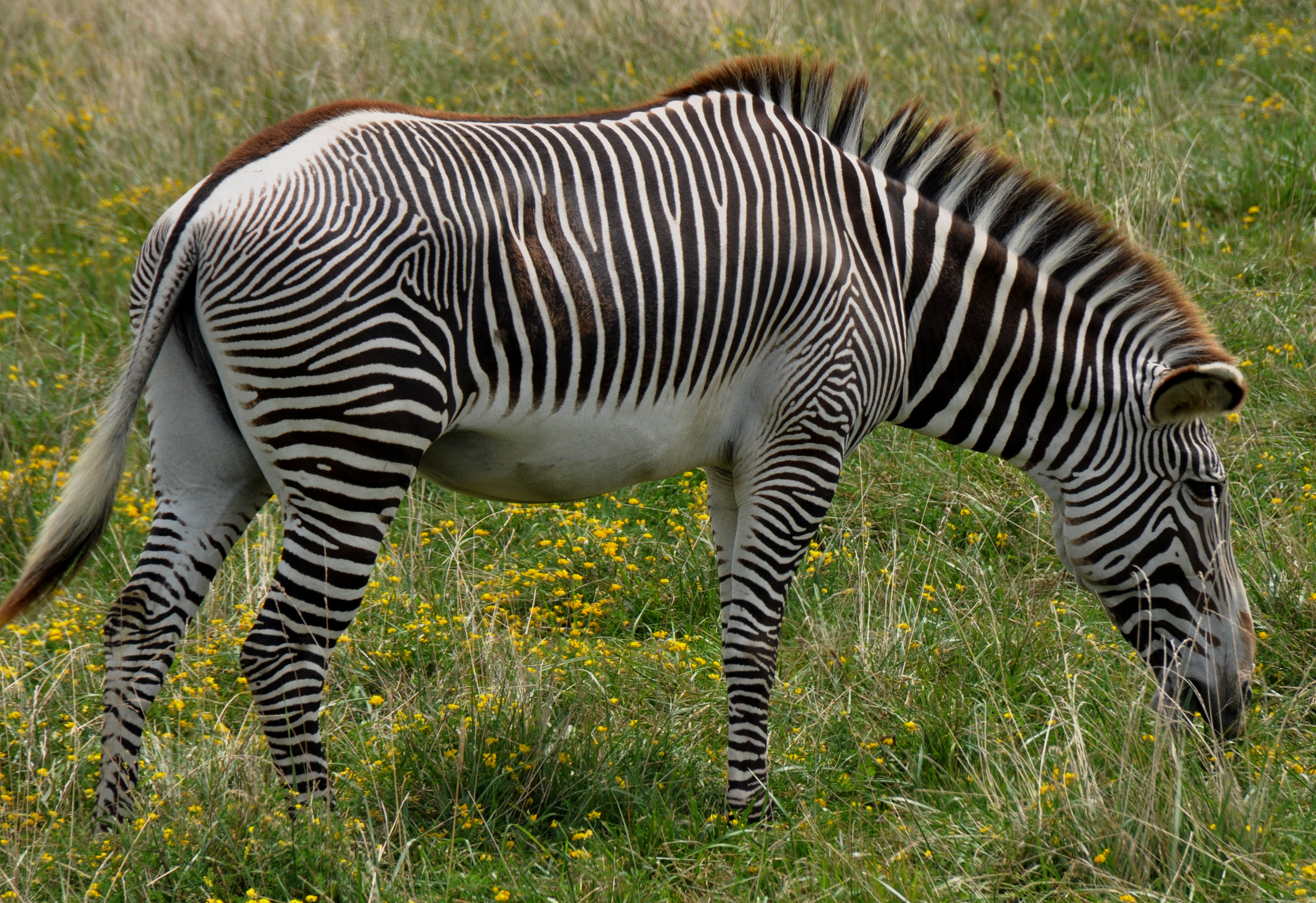
Grevyzebra (Equus grevyi)

Zebras erreichen eine Kopf-Rumpf-Länge von 210 bis 300 Zentimetern, der Schwanz wird 40 bis 60 Zentimeter lang und die Schulterhöhe beträgt 110 bis 160 Zentimeter. Das Gewicht variiert zwischen 180 und 450 Kilogramm. Das Grevyzebra ist das größte Zebra und die größte wildlebende Pferdeart. Zebras haben einen generell pferdeartigen Habitus, unterscheiden sich untereinander aber ein wenig. So besitzt das Grevyzebra verhältnismäßig längere Beine als das Steppen- und Bergzebra, die Hufe sind aber weniger breit als bei letzterem. Einigendes Charakteristikum aller Zebras ist die typische Streifenzeichnung. Diese zeigt aber artspezifische Unterschiede, wie etwa in der Streifenanzahl. Während das Grevyzebra etwa 80 Streifen hat, sind es beim Bergzebra nur etwa 45 und beim Steppenzebra nur etwa 30. Die größte Variationsbreite besteht beim Steppenzebra, bei dem einige Formen eine deutlich reduzierte Anzahl aufweisen, was wie beim Quagga zu einem streifenfreien Hinterteil führen kann.

### Funktion des Streifenmusters

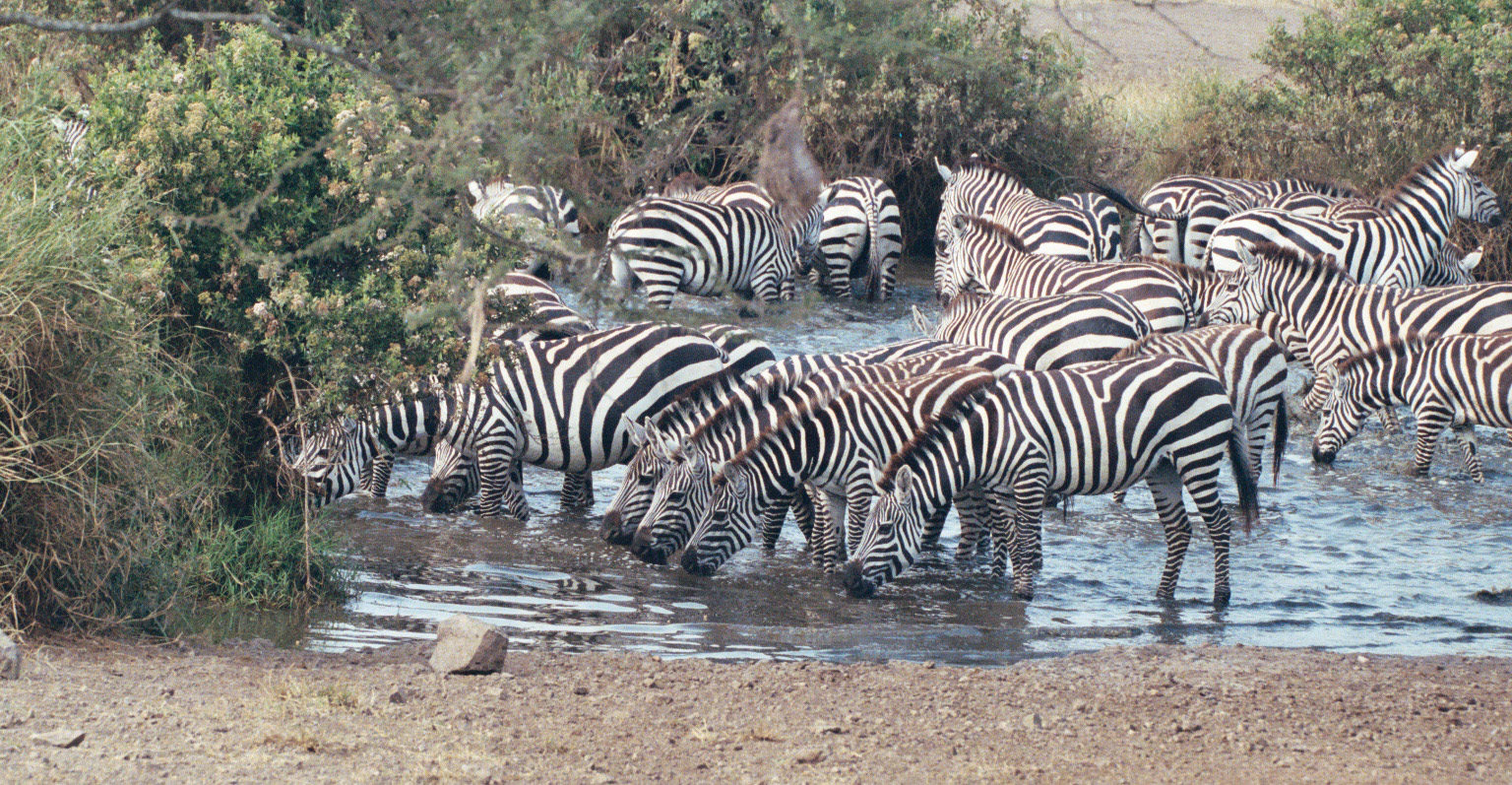
Bei mehreren Zebras auf einem Fleck ist es schwer, die Umrisse eines einzelnen Tieres zu erkennen

Die entwicklungsbiologische Entstehung der Streifen ist bisher nicht vollständig geklärt. Von verwandten Tieren weiß man, dass die Melanozyten – Pigmentzellen, die das Fell dunkel färben – während der Embryonalentwicklung von der am Rücken liegenden Neuralleiste aus in Richtung Bauch wandern. Unklar ist, warum die Melanozyten nicht in die weißen Bereiche des Felles der Zebras wandern, ob sie in diesen Bereichen abgetötet werden oder ob dort einfach nur die Pigmentproduktion gehemmt ist. Wie die streifenförmige Regulation auf genetischer Ebene bewerkstelligt wird, ist bisher ebenfalls unbekannt.
Nach einer Hypothese von Jonathan B. L. Bard sind die Streifen zum Zeitpunkt ihrer Entwicklung bei allen Arten etwa 0,4 Millimeter (etwa 20 Zellen) breit. Allerdings findet diese Entwicklung nach Bard bei den drei Arten zu unterschiedlichen Zeitpunkten in der Entwicklung statt, und zwar beim Grevyzebra erst später, nach etwa 35 Tagen, sodass der Embryo dort größer ist und mehr Streifen Platz haben. Beim Bergzebra hingegen bilden sich die Streifen nach 28, beim Steppenzebra schon nach 21 Tagen, was zu einer geringeren Streifenzahl führt.
Für die evolutionäre Entwicklung der Streifen gibt es mehrere Erklärungsversuche; es ist auch eine Kombination mehrerer vorteilhafter Auswirkungen denkbar.

#### Tarnung vor Beutegreifern
Zum einen wurde unter anderem von Charles Darwin und Alfred Russel Wallace vermutet, sie könnten im hohen Gras oder bei heißer, flimmernder Luft als Tarnung wirken. Es ist auch denkbar, dass durch die Streifenzeichnung die Umrisse der einzelnen Tiere nicht mehr so gut erkennbar sind. Da Zebras in Herden leben, könnte es dadurch für Räuber erschwert werden, sich ein einzelnes Beutetier herauszusuchen. Diese Deutung wurde jedoch in einem Aufsatz aus dem Jahr 2016 weitgehend widerlegt, denn in einer Entfernung, in der das Streifenmuster optisch erkennbar wäre, hätten Raubtiere die Beute bereits gewittert und gehört. Eine optisch verminderte Erkennbarkeit der Konturen gäbe es nicht. Im Resultat schlussfolgern die Autoren: In sum, our results do not lend support to stripes being a form of anti-predator crypsis („Zusammenfassend, unsere Ergebnisse unterstützen nicht, dass die Streifen eine Art der Anti-Beutegreifer-Tarnung sind“).

#### Schutz vor Fliegen und Bremsen
Einer weiteren, experimentell überprüften Hypothese zufolge bildeten sich die Streifen zur Tarnung vor Tsetsefliegen und Bremsen. Diese Insekten, die die Schlafkrankheit übertragen, könnten dieser Hypothese zufolge mit ihren Facettenaugen die Tiere nicht wahrnehmen. Der Zoologe und Evolutionsbiologe Josef H. Reichholf widmete 1993 dieser Frage in seinem Buch Das Rätsel der Menschwerdung zwei Kapitel und verweist auf die Tsetsefliege: Die der Schlafkrankheit entsprechende Trypanosomen-Infektion bei Pferden (zu denen Zebras gehören) sei die Nagana-Seuche, und ein Schutz vor dieser oft zum Tode führenden Krankheit sei ein Selektionsvorteil. Allerdings konnte gezeigt werden, dass die Tsetsefliegen Zebras auch wegen des Hautgeruchs meiden. Dieser enthält verschiedene Aldehyde und Ketone als Komponenten, die die Insekten abschrecken. Ein vergleichbarer Effekt ist unter anderem bei verschiedenen Wasserböcken bekannt.
Experimentell wurde im Jahr 2012 gezeigt, dass gestreifte Flächen von Bremsen gemieden werden. 2019 wurde – anhand von Nachbildungen bemalter menschlicher Körper – weitergehend nachgewiesen, dass Pferdebremsen von braunen Modellen zehnmal intensiver angelockt werden als von schwarzen Modellen mit weißen Streifen. Beige bemalte Modelle lockten die Pferdebremsen doppelt so häufig an wie schwarz-weiß gestreifte. Ursache dieser Unterschiede ist offenbar, dass die Streifen bei Bremsen zu erheblichen Irritationen bei der Landung führen und deshalb die Landung häufiger als bei nicht-gestreiften Zielen unterbleibt. Weitere Untersuchungen erbrachten aber, dass diese Irritation wohl eine weniger große Rolle spielt, da die Pferdebremsen genauso häufig wie gestreifte auch karierte und teilweise auch fleckige Muster meiden.

#### Thermoregulierung
Der je Lebensraum unterschiedlich starke Kontrast zwischen hellen und dunklen Streifen korreliert am stärksten mit der Temperatur der Umgebung. Welcher physiologische Mechanismus dafür verantwortlich ist, dass in besonders heißer Umgebung der Kontrast besonders ausgeprägt ist, ist ungeklärt. Es wird aber vermutet, dass die Streifen der Thermoregulation dienen. Untersuchungen an Tieren in Kenia ergaben, dass sich das Fell der Zebras während der heißen Tagesphase unterschiedlich stark aufheizt, wobei die Oberflächentemperatur der schwarzen Streifen die der weißen um 12 bis 15 °C übertrifft (schwarze Streifen 44 bis 56 °C, weiße Streifen 36 bis 42 °C). Durch das starke Temperaturgefälle entstehen lokal chaotische Luftwirbel. Da Zebras wie alle Pferde schwitzen, erhöht dies möglicherweise die Wärmeableitung durch Verdunstung des Oberflächenwassers. Der Prozess kann zusätzlich dadurch gesteuert werden, dass die Haare der schwarzen Streifen aufrichtbar sind, die der weißen jedoch nicht.

## Verbreitung und Lebensweise

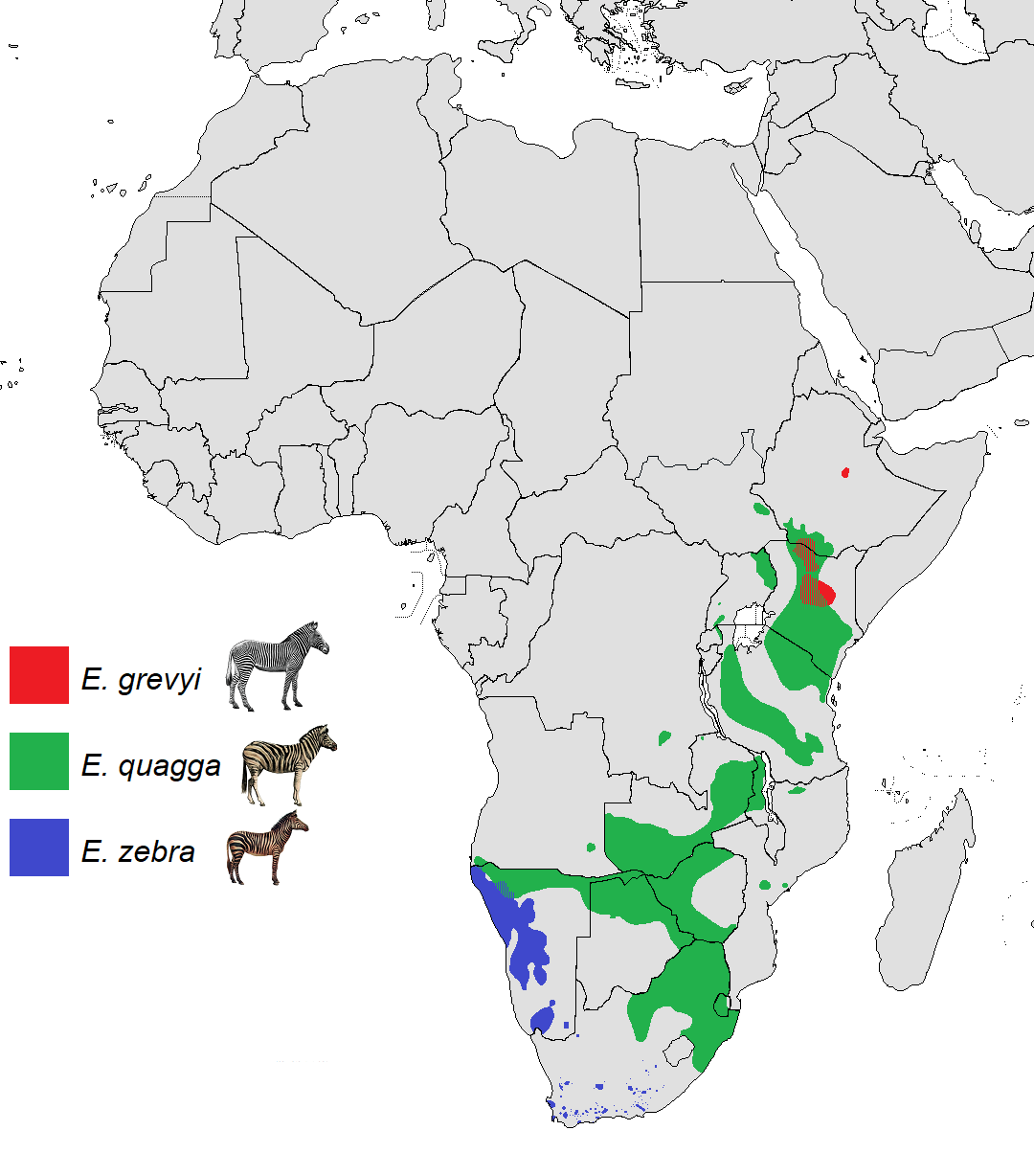
Verbreitungsgebiet der drei Zebra-Arten

Ursprünglich waren die Zebras in ganz Afrika verbreitet. In Nordafrika wurden sie jedoch schon in antiker Zeit ausgerottet.
Am weitesten verbreitet ist heute das Steppenzebra, das vom südlichen Sudan und Äthiopien bis Südafrika vorkommt. Das Grevyzebra bewohnt ein kleines Gebiet in Ostafrika (Kenia, Uganda, Äthiopien und Somalia). Das Bergzebra bewohnt das südwestliche Afrika vom südlichen Angola bis Südafrika. Das Grevyzebra bevorzugt trockene Halbwüsten, das Bergzebra ist auch an Gebirgsregionen angepasst und kommt bis in 2000 Meter über Meereshöhe vor. Das Steppenzebra lebt in verschiedenen Habitaten wie Grasländern und offenen Wäldern.
Das Sozialverhalten ist unterschiedlich. Beim Grevyzebra etablieren die männlichen Tiere Paarungsterritorien, die über 10 Quadratkilometer groß sein können – eine der größten bekannten Reviergrößen aller Pflanzenfresser. Obwohl sich manchmal Tiere zu Verbänden zusammenfinden, gibt es bei diesen Arten keine dauerhaften Beziehungen zwischen erwachsenen Tieren. Beim Berg- und beim Steppenzebra begleiten die Hengste überwachend eine stutengeführte Herde. In diesem Fall kann es auch zur Bildung größerer Herden mit etablierter Rangordnung kommen.
Zebras sind wie alle Pferde Pflanzenfresser, die vorwiegend Gräser zu sich nehmen.

## Systematik

### Äußere Systematik
Die drei Zebraarten bilden zusammen mit dem Wildpferd (aus dem das Hauspferd domestiziert wurde), dem Afrikanischen Esel (von dem der Hausesel abstammt), dem Asiatischen Esel und dem Kiang die Gattung und Familie der Pferde (Equidae, Equus). Innerhalb dieser Gattung kommt es auch zu Kreuzungen: Zebroide sind Kreuzungen aus Hauspferd und Zebra, Zebrule oder auch Zesel zwischen Hausesel und Zebra. Diese Kreuzungen sind jedoch nur in den seltensten Fällen fertil.

### Innere Systematik
Die Zebras bilden eine Untergattung innerhalb der Gattung der Pferde (Equus). Gestützt wird diese Ansicht durch anatomische beziehungsweise schädelmorphologische Merkmale, ebenso wie durch DNA-Untersuchungen, in denen die gestreiften Pferdevertreter jeweils eine gemeinsame Gruppe bilden. Sie stehen dann den Wildeseln, die in der Untergattung Asinus zusammengeführt werden, als Schwestergruppe gegenüber. Allerdings legen andere genetische Untersuchungen auch nahe, dass die Zebras kein natürliches Taxon bilden. In diesen sind die Zebras stärker mit den verschiedenen Eselarten gemischt. Gemäß diesem Verwandtschaftsverhältnis wäre das charakteristische Streifenmuster entweder mehrmals konvergent entstanden oder von einem gemeinsamen Vorfahren vererbt und bei den verwandten Wildeseln teilweise wieder verloren gegangen. Die wissenschaftliche Bezeichnung Hippotigris wurde im Jahr 1841 von Charles Hamilton Smith eingeführt.
Unter dem Begriff Zebra werden im Allgemeinen folgende drei Arten zusammengefasst, die sich ihrerseits teilweise wieder in Unterarten gliedern:
- Untergattung: Hippotigris C. H. Smith, 1841

- Equus zebra Linnaeus, 1758 (Bergzebra); breitere Streifen, die an der Kruppe waagrecht verlaufen, am hinteren Teil des Rückens befindet sich eine gitterähnliche Zeichnung.

- E. z. hartmannae Matschie, 1898
- E. z. zebra Linnaeus, 1758

- Equus grevyi Oustalet, 1882 (Grevyzebra); sehr enge Streifen, die auch im hinteren Bereich des Rumpfes weitestgehend senkrecht bleiben, der Bauch ist weiß.
- Equus quagga Boddaert, 1785 (Steppenzebra); variabel gefärbt, häufig ist die hintere Hälfte des Rumpfes eher waagrecht gestreift, die Zeichnung schließt auch den Bauch mit ein und es sind oft hellere „Schattenstreifen“ vorhanden.

- E. q. boehmi Matschie, 1892
- E. q. borensis Lönnberg, 1921
- E. q. burchelli Gray, 1824
- E. q. chapmani Layard, 1865
- E. q. crawshayi De Winton, 1896
- E. q. quagga Boddaert, 1785

In einigen Systematiken ist auch das Hartmann-Bergzebra (Equus hartmannae) als eigenständige Art anerkannt, es wird jedoch überwiegend als Unterart des Bergzebras betrachtet. In Systematiken, in denen die Zebras keine geschlossene Gruppe bilden, gilt das Grevyzebra mitunter als Angehöriger der Untergattung Dolichohippus.
Ausgestorbene Formen, wie Equus simplicidens oder das Kap-Zebra (Equus capensis), werden teilweise auch als Zebras bezeichnet. Letztere Form hat sich als südliche Unterart des Steppenzebras herausgestellt.

## Bedrohung und Schutz

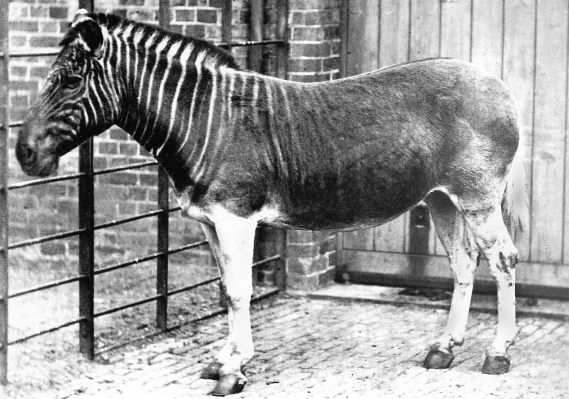
Ein Quagga (E. q. quagga); Ende des 19. Jahrhunderts ausgerottet

In freier Wildbahn stellt die Wilderei, verbunden mit der Zerstörung ihres Lebensraums, die Hauptbedrohung dar. Die IUCN listet das Grevy- und das Bergzebra als stark gefährdet (endangered) und nur das Steppenzebra als nicht gefährdet. Mehrere seiner Unterarten sind allerdings ausgestorben, darunter das Quagga, das bis zu Beginn des 19. Jahrhunderts noch häufig vorkam, aber gegen Ende des Jahrhunderts in freier Wildbahn nur noch selten beobachtet werden konnte, zum letzten Male im Jahre 1901.

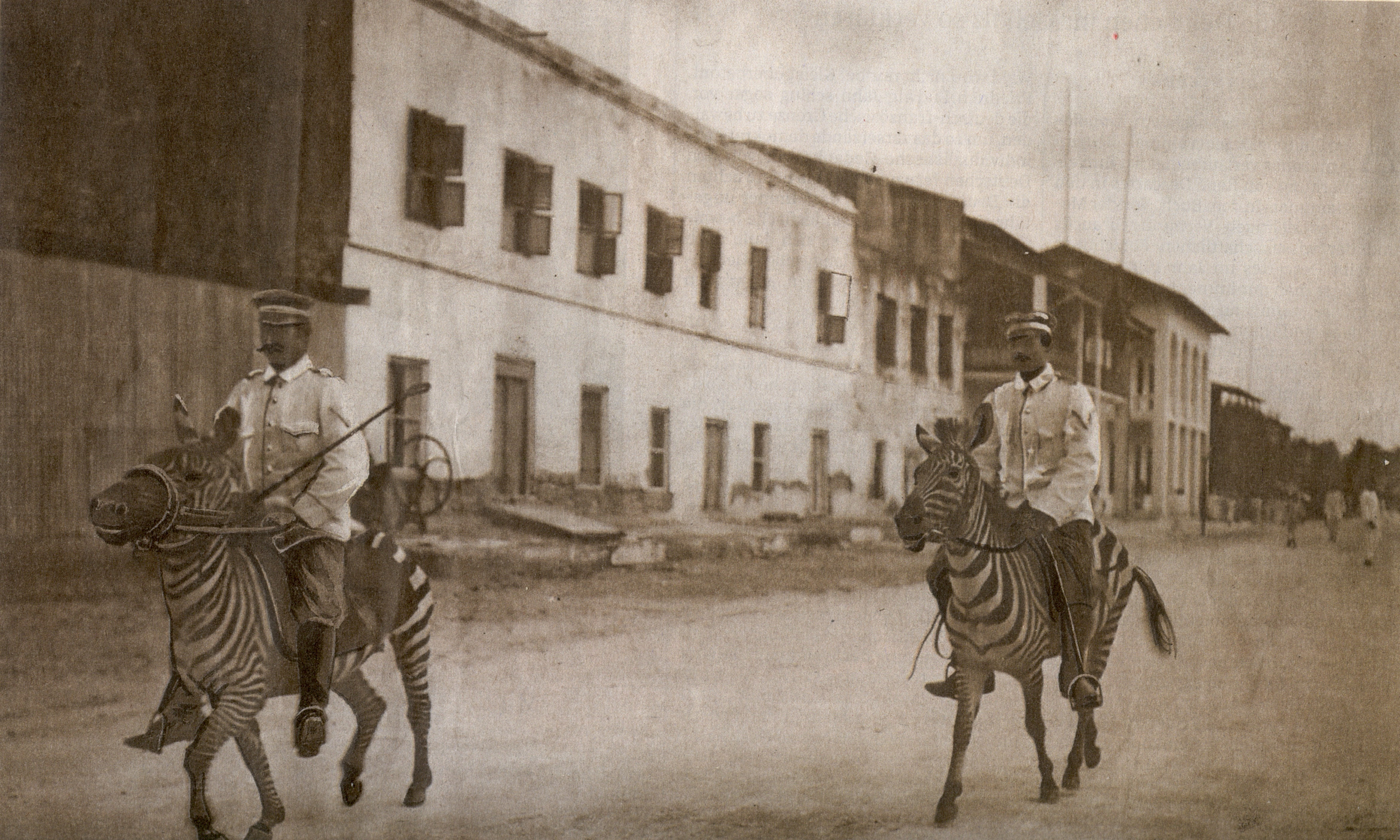
Kavallerie der Schutztruppe in Deutsch-Ostafrika auf Zebras (1911)

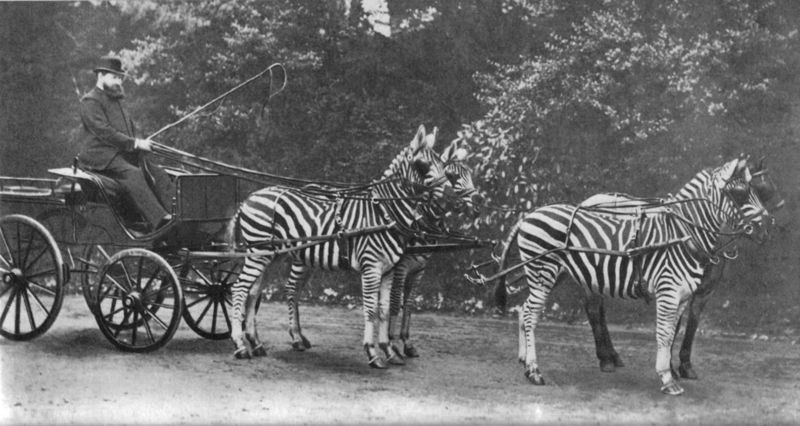
Die Zebrakutsche von Lionel Walter Rothschild blieb eine Ausnahme. Zebras sind kaum gezähmt worden.

Anders als Hauspferde und Hausesel wurden Zebras mit wenigen Ausnahmen nie dauerhaft domestiziert, obwohl sie mit diesen nah verwandt und sogar fortpflanzungsfähig sind (Zebroide). Dabei gab es sowohl von den afrikanischen Hirtenvölkern wie auch später von europäischen Siedlern zahlreiche Versuche, die Tiere zu zähmen, die jedoch fehlschlugen. Begründet wird dies vor allem durch das Verhalten der Zebras: Sie bleiben auch scheu und bissig und beißen die Personen, die sie führen wollen, im Extremfall so lang, bis sie tot sind. Auch in modernen Zoos kommt es daher bei den Tierpflegern häufiger zu Verletzungen durch Zebrabisse als durch Bisse von Tigern. Hinzu kommt, dass die Zebras besser sehen als andere Pferde und damit auch für professionelle Fänger mit dem Lasso nicht einzufangen sind und sich vor dem heranfliegenden Seil wegducken. Auch eine molekularbiologische Basis zur Erklärung der einfacheren Domestizierung von Pferden und Eseln im Vergleich zu Zebras (ebenso wie bei wildlebenden Rindern im Vergleich zu Hausrindern) wurde untersucht, wobei man zu der Hypothese kam, dass einzelne Bereiche des Genoms (als „Subgenom“) durch den Prozess der Domestizierung beeinflusst sind.